# Karate po polsku

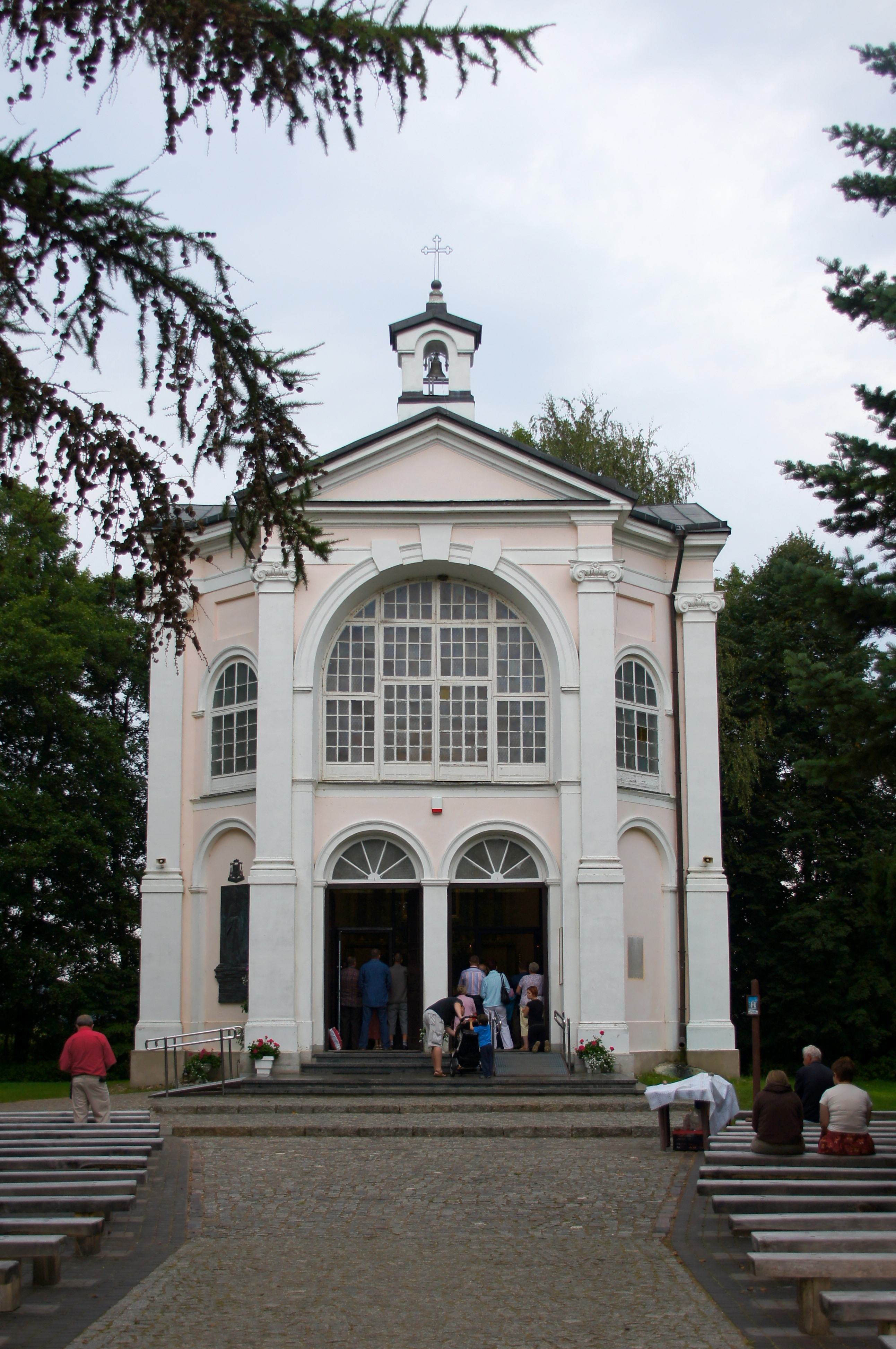
Kaplica Najświętszej Marii Panny w Studzienicznej, w której Piotr i Michał malują freski

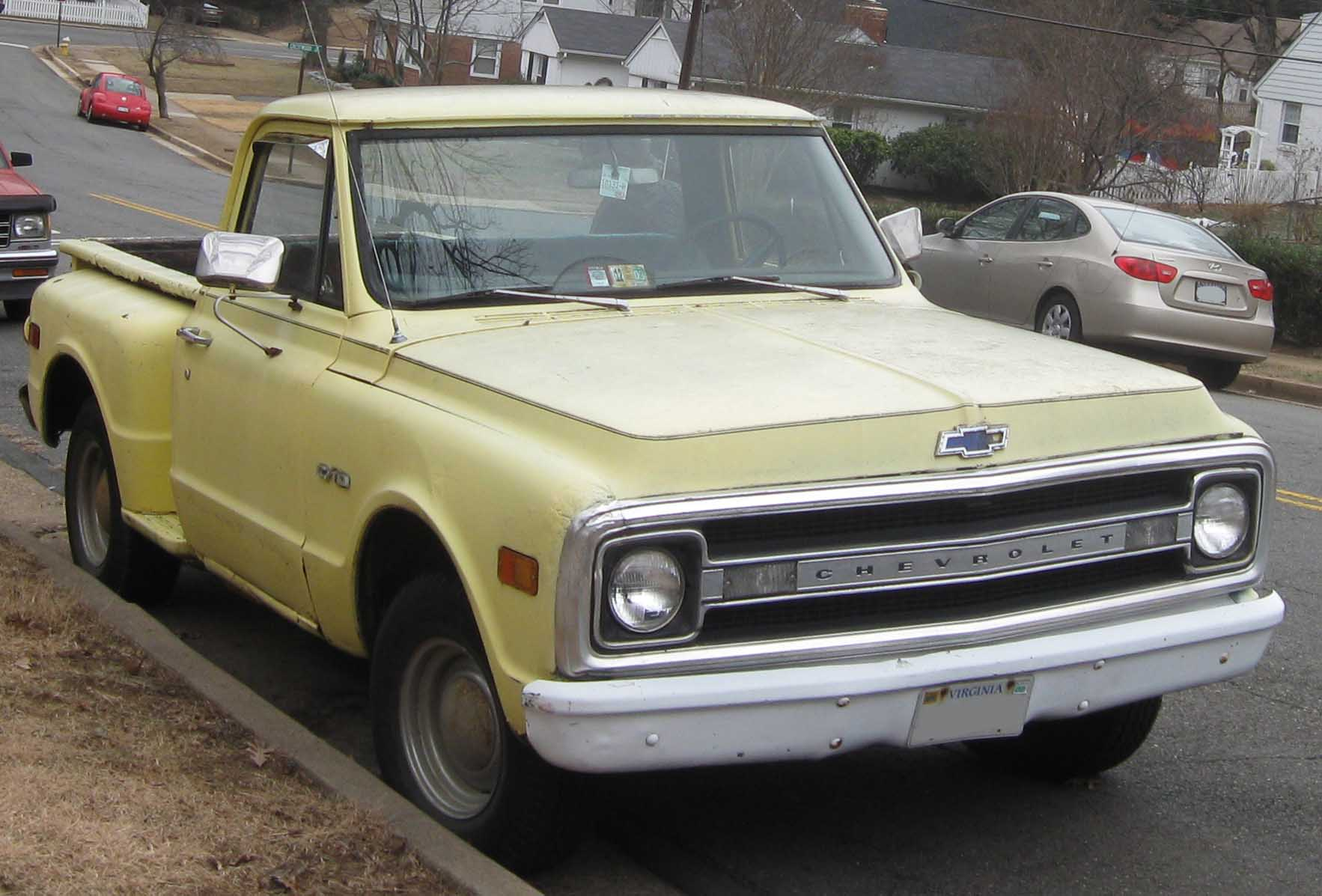
Pojazd marki Chevrolet Custom 10. W filmie bohaterowie posiadali model Custom 20, w barwie podobnej jak na zdjęciu

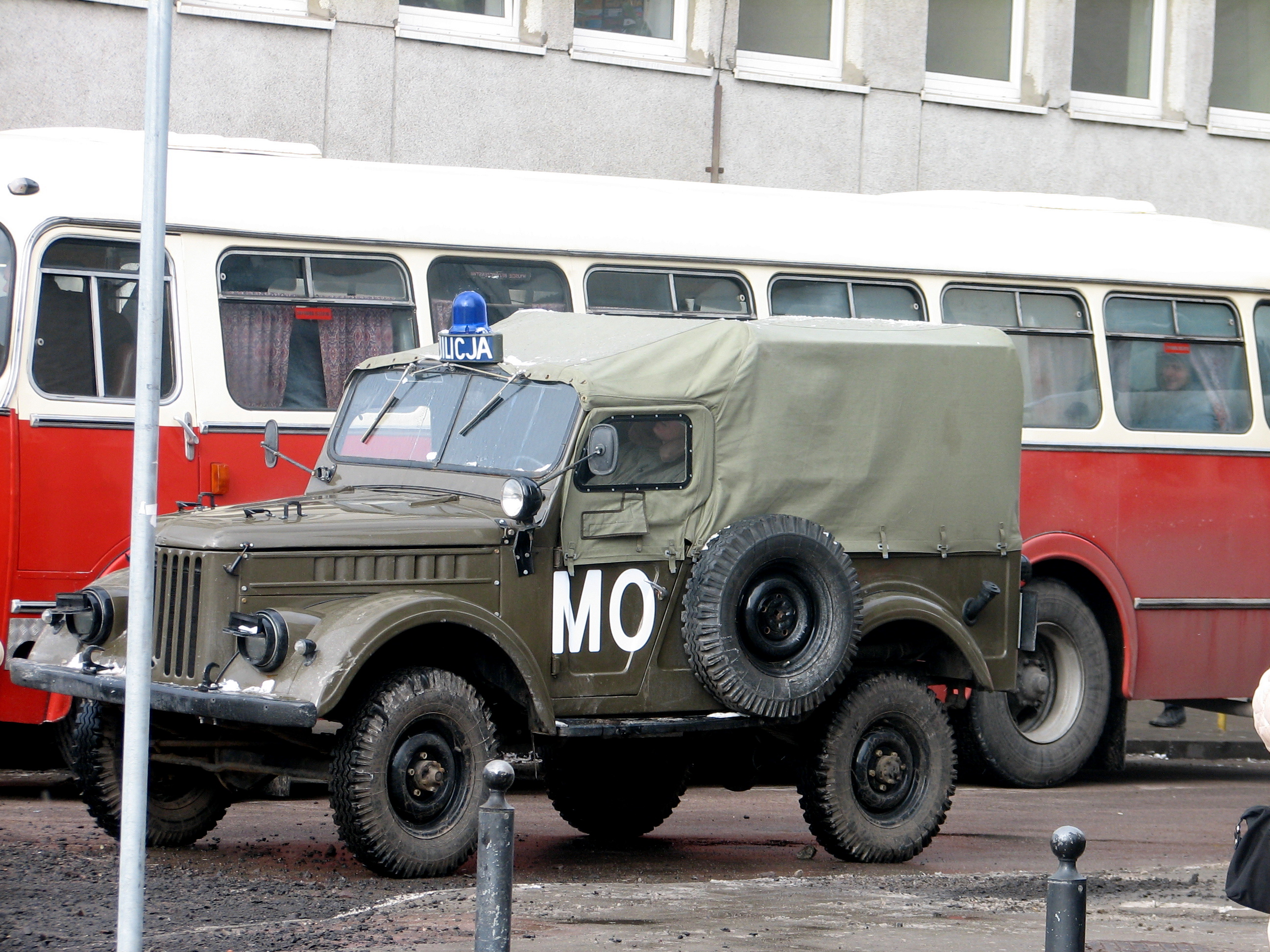
Samochód milicyjny GAZ-69, takim jeździł sierżant MO

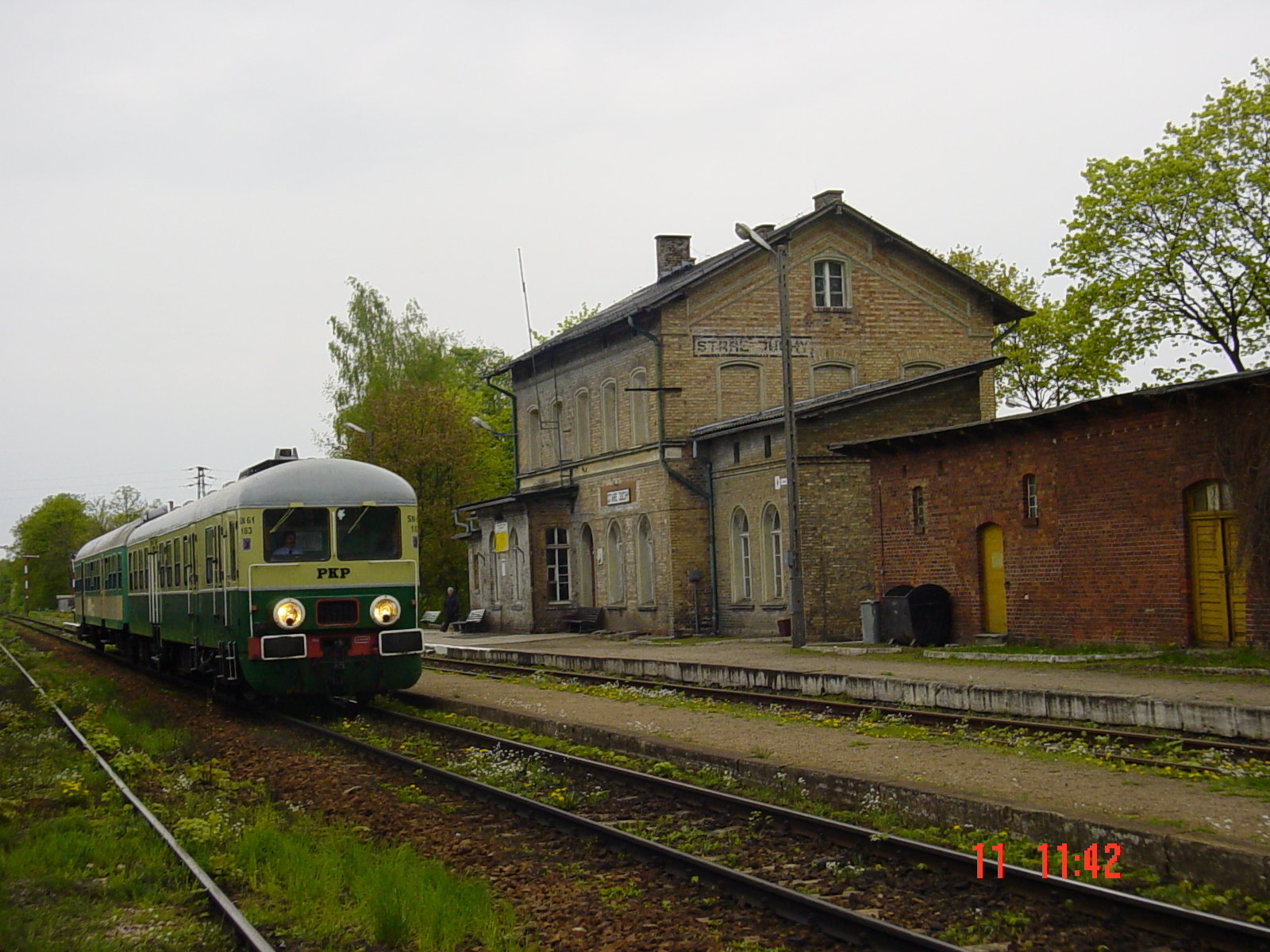
Dworzec kolejowy w Starych Juchach. W filmie Piotr i Michał witają na nim wysiadającą z pociągu Dorotę

Karate po polsku – polski film z 1982 w reżyserii Wojciecha Wójcika.

## Obsada
- Edward Żentara – Piotr R.
- Michał Anioł – Michał Szczerbic
- Dorota Kamińska – Dorota, żona Piotra
- Zbigniew Buczkowski – Roman Ścipura
- Jerzy Trela – „Kapitan”, stryj Romana, były partyzant AK
- Piotr Grabowski – „Gruby”
- Zdzisław Rychter – „Duda”
- Stanisław Pąk – „Szwagier”
- Zbigniew Ptak – chłopak pomagający szajce Romana
- Halina Buyno-Łoza – Leżanowa, gospodyni proboszcza
- Bernard Ładysz – proboszcz
- Arnold Pujsza – wikary
- Franciszek Trzeciak – sierżant MO
- Monika Braun – dziewczyna upokorzona przez Romana przy autobusie
- Barbara Chmielewska – kelnerka w barze

## Opis fabuły
Akcja filmu dzieje się latem 1978 roku. Główny bohater filmu Piotr jest mistrzem wschodnich sztuk walki i zarazem artystą plastykiem. Wraz z przyjacielem Michałem (obaj są studentami plastyki) przybywa z Warszawy do mazurskiej wsi (realnie jest to miejscowość Stare Juchy), by namalować fresk w pobliskiej świątyni (stanowi ją Kaplica Najświętszej Marii Panny w Studzienicznej). Wkrótce dołącza do nich też dziewczyna Piotra, Dorota.
Praca połączona z pobytem wakacyjną porą w turystycznym regionie wydaje się być sielankowymi okolicznościami, jednak przybysze od początku popadają w konflikt z miejscową szajką kłusowników i chuliganów, którym przewodzi Roman. Żadna ze stron nie zamierza ustąpić w zaognionej sytuacji, a pierwszoplanowe role z obu grup odgrywają: herszt bandy, Roman, mający za sobą pobyt w zakładzie karnym oraz nieugięty i pryncypialny Piotr, kierujący się zasadami i umiejętnościami wyniesionymi ze sztuk walk. Poboczną, aczkolwiek istotną rolę w rozwoju akcji odgrywa tajemnicza postać „Kapitana”, będącego stryjem Romana, który był komendantem w rejonie Augustowa podczas II wojny światowej, a po niej walczył jako leśny w partyzantce antykomunistycznej. Jego brat, a ojciec Romana, także był partyzantem, lecz zmarł w więzieniu komunistycznym, zaś w tym czasie na matce Romana partyzanci wykonali wyrok śmierci jako karę za kontakty z miejscowym szefem UBP. W związku z tymi zdarzeniami stryj wychowywał Romana, a ten po wyjeździe do Warszawy wszedł na drogę przestępczą, wskutek czego odsiadywał wyroki 1,5 roku i 3 lat więzienia. W czasie akcji filmu „Kapitan” wiedzie marny żywot próbując jednocześnie pomóc Romanowi i odwieść go ze złej drogi przestępstw i chuligaństwa. Wobec agresji bandy Romana wymierzonej w stronę przybyłych przyjaciół-malarzy, napięcie pomiędzy stronami narasta (w międzyczasie banda zatapia w jeziorze auto przyjaciół, w którym tonie też pies Bobo) i prowadzi niechybnie do ostatecznej rozgrywki w dniu planowanego odjazdu przyjaciół z miasteczka. W finalnej scenie najpierw „Kapitan” wymusza na Romanie uwolnienie Piotra (usiłując powstrzymać obu rywali przed zgubną konfrontacją), po czym Piotr zabija Romana ciosem karate, a w rewanżu zdający sobie z tego sprawę „Kapitan” zabija Piotra strzałem z broni palnej.
Niemal cała fabuła filmu przedstawia okres, w którym akcja rozgrywa się na Mazurach. Wyjątkiem od tego jest pierwsza scena, w której Dorota śpiąc z Michałem w łóżku, budzi się w nocy z koszmaru. W ich pokoju na ścianie widnieje duża podobizna Piotra, zaś obok jego zdjęcie z czarną szarfą. Scenę należy uznać za czas następczy po właściwiej akcji filmu oraz przyjąć, że po śmierci Piotra, Michał i Dorota zostali parą.

## Produkcja
Jako plenery przy kręceniu zdjęć wybrano miejscowości:
- Studzieniczna (część administracyjna Augustowa),
- Stare Juchy – m.in. posterunek milicji obywatelskiej (informuje o tym autentyczna tablica na budynku), bar „Palinocka”,
- Sikory Juskie – dom księdza proboszcza, w którym zatrzymali się bohaterowie,
- Malinówka Wielka – ujęcia na falochron z ptakami z mostu na rzece Ełk.

Podczas realizacji film nosił roboczy tytuł Drzazgi. Ostatecznie tuż przed premierą ze względów marketingowych zmieniono go na Karate po polsku (nastała wówczas duża popularność filmów o sztukach walki w Polsce). Jerzy Hoffman twierdzi, że to on zaproponował reżyserowi zmianę tytułu.
W scenie odpustu wykorzystano utwór „Zabawa w stylu folk” Krzysztofa Krawczyka.
W scenie biesiady nad jeziorem Roman śpiewa balladę, będącą tłumaczeniem rosyjskiej piosenki więziennej „Taganka”.

## Odbiór
Swoim tytułem film przyciągał zainteresowanie i sprawiał wrażenie krajowego odpowiednika Wejścia smoka (tj. amerykańskiego klasyku kina akcji). Wbrew temu produkcja stanowiła przede wszystkim film o charakterze dramatu psychologicznego, w którym nad głównymi bohaterami ciąży „fatum śmierci”. Treść filmu opisano jako „przejmujący obraz agresji, przemocy i zdziczenia obyczajów”, a w szczegółach „tragiczne konsekwencje starcia dwóch jednostek cechującym się zagrożonym poczuciem własnej wartości i brakiem tolerancji umożliwiającej wzajemne porozumienie”. Film został zrecenzowany jako „szydercze określenie ponurego odgrywania mocnych ludzi w środowiskach małych miasteczek”, a tym samym był niejako nowszą wersją polskiej produkcji Nie zaznasz spokoju z 1977. W zapowiedziach prasowych Karate po polsku określono jako film „efektowny, obfitujący w chwile mocnych spięć i śmiałe sceny erotyczne”. 
Film wszedł na ekrany kin w Polsce w maju 1983. W kinach był przeznaczony dla widzów od 18 lat.
Do 2000 Karate po polsku był jednym z dwóch polskich filmów o tematyce dalekowschodnich sztuk walk (jako pierwszy uznano Kung-fu z 1979).

## Nagrody
- 1983: Wojciech Wójcik – San Sebastian (MFF), nagroda FIPRESCI[8]
- 1986: Edward Żentara – Złoty Ekran (przyznawany przez pismo „Ekran”)
- 1987: Edward Żentara – Nagroda im. Zbyszka Cybulskiego